# Mod (コンピュータゲーム)
mod（モド、モッド、modificationの短縮形）とは、主にパソコンゲームの改造データのこと。
日本や中国では大文字によるMOD表記が広まっている。MODは改造データプログラムの中でも、主にメーカー外第三者が製作したものをいう。メーカー公式のプログラムは頒布の形態に応じダウンロードコンテンツ（DLC)やアペンドディスクまたは総称して拡張パックなどと呼び分けることが多い（頒布形態では現状のMODの大多数は、非公式DLCである）。不具合修正の意味合いが強い物はパッチと呼ばれる。
ゲームのグラフィックや様々なデータを改造するプログラムやファイルの総称。MODを導入することによってそのゲームを改造・変更（Modification）し、そのゲームのグラフィックエンジンや物理エンジンなどの基本システムを用いつつ、本編とは別のシナリオやグラフィック、モデル、システムで遊べるようになる。単にMODと呼ばれるものの場合、大抵は有志によって制作されるものを意味する。MOD制作者は作りたいMODの目的に応じて3Dグラフィック制作ソフト、ペイントソフト、スクリプトを組むためのテキストソフトなどを活用し、目的のMODを作っていく。
MODでできることは後述するMODの種類及び適用例で示す通り多岐に及ぶ。既存のキャラクターやアイテムの外観を変更するもの、新たなキャラクターやアイテムを追加するもの、音を変更するもの、ゲーム内の環境光の設定を変えてグラフィックのリアルさを高めるもの、スクリプトで新たな機能を付加するもの、マップを大幅に変更するもの、ゲームそのものを全く作り変えるものまで様々である。
MODが盛んなゲームのコミュニティにおいては、オリジナルの状態は「バニラ」と呼ばれる。

## 歴史
1980年代以前からフロッピーディスク等を郵送する形態で細々と行われていたとされるが、特に1990年代以後インターネットの普及により、素人でも自作MODを簡単に公開、配布できるようになったことが普及に拍車をかけた。またゲームにおける3DCGの導入以後ゲーム開発のプロジェクト規模が急拡大し難度が増したこともあり、海外で先行してゲームエンジンの導入によるシステムの標準化と効率化が推進されたが、その結果却って外部の人間にもソフトの改変追加が行いやすくなった。これにより当時から人気筆頭ジャンルであったFPSのような3Dゲームにおいて、技術力のあるゲームメーカーのゲームエンジンを利用して数多くのMODが作られた。特に有名な事例が『DOOM』や『Quake』である。『DOOM』の本編ソフトも当時革新的なインターネットによるダウンロード販売であり、ネットの普及が進んでいた海外においてはMODの公開サイトが多数立ち上げられ、素人の作品から本家を凌ぐ作品、『DOOM』とは別物にまで変わった優れた作品まで多数現れた。『Quake』のMODにも、まったく新しいX-Menのゲームに変える『X-Men Quake』、SFアクションに変える『MALICE for QUAKE』などがあり、このようにゲームそのものを完全に別物に変化させるMODをトータルコンバージョンという。
2000年頃にはゲームソフト自体も、最初からMODも適用できることを前提とした作りのものが増えた。たとえば『QuakeIII』や『Quake4』はメニュー画面に既にMODの項目が存在する、Half-LifeエンジンやSourceエンジンで動くMODはSteamを通してダウンロードできる。有名な例として『ハーフライフ』のMODである『カウンターストライク』や、『バトルフィールド1942』のMODである『Desert Combat』や『Forgotten Hope』、『Forgotten Hope Secret Weapon』等があげられる。特に『カウンターストライク』は、シングルプレー専用であった『ハーフライフ』というゲームそのものを変えてしまったMODとして、「奇跡の1品」や「MODのありかたを変えた1品」という言われ方をする。
2010年代後半には、Bethesda Softworksの『Fallout4』や『The Elder Scrolls V: Skyrim Special Edition』等、PCで作成されたMODをゲーム機へ適用させる試みも始まった。
このように、MODは海外を中心に多数のユーザーによって制作されてきた。一方で、全てのソフトメーカーがMODを好意的に受け止めているわけではなく、ユービーアイソフトは以前からMODに不寛容な事で有名で、人気タイトルでもMODは殆ど存在しない。また、かつてMODフレンドリーだった製作会社が方針を変更し、MODに厳しくなる傾向も見られるようになっている。著名なソフトだと『コール オブ デューティ モダン・ウォーフェア2』や『バトルフィールド バッド カンパニー2』が該当する。以前は両シリーズ共にMODツールが提供されていたものの、現在ではツールが提供されていない。その上、ファイルに暗号化を施し容易にデータを閲覧することもできなくなっている。
また日本はゲーム市場を、MODのようなデータ書換が困難なROM形態の家庭用ゲーム機が主流を占めており、開発環境もソフトベンダーが独占してゲームエンジンの導入にも出遅れ、ソフトに独自仕様部分が依然多くMOD開発の敷居も高かったこと。PC版を含むマルチプラットフォームが一般化した2020年代現在に到ってさえも、メーカー側は自らが規定したゲーム内容を第三者が改変するMODに非宥和的な傾向が強い。MOD相当プログラムを有償頒布した業者にメーカー側が著作権法違反を事由に訴訟した事例も複数ある（チートも参照）。2023年にも任天堂が、自社ソフトにMODを導入した著名配信者のプレイ動画の削除を要請した事案がある。

## チートとの関係
「チート」とはズル、不正、などを意味する言葉で、そのような目的で作られたMOD（チートMOD）も存在する。
チートとMODの概念上の違いを言えば、チートがゲーム内のデータを改変して難易度を下げるようなものを意味するのに対し、MODは改変するデータ・プログラム全体を指す。つまりゲームの難易度とはそもそも関係のないもの、あるいは逆にゲームの難易度を上げるものなども含み、改変データ全般を意味するのがMODである。またチートはゲームソフトに最初から導入されているものもあるのに対し、MODは外部の有志が制作することを前提としている。よってMODはチート（チートMOD）の上位概念とはなりうるが、逆は成り立たず、また同位概念とも言えない。
例えばアクションゲームにおいて、主人公の体力と防御力を増やすMODがあったとする。これは機能的には間違いなくチートとなる。一方でキャラクターの外観を変えるMODは、それは単に見た目が変わるだけであり、パラメータを変更してプレイヤーに有利になる機能はないのでMODではあるがチートではない。そして単にMODと言った場合、前者のチートMODも後者のキャラクターMODも含むものとなる。この場合、MODはチートMODとキャラMODの上位概念であり、チートMODとキャラMODは同位概念となる。
またあるゲームで、公式の機能としてチートコマンドが入っていた場合。これもまた機能的にはチートではあるが、実装したのは有志ではなくそのゲームを開発したソフトメーカーであり、そもそもMODとはならない。つまり公式チートにとってはMODは上位概念ではなく、MODと公式チートは同位概念でもない。

## 公式MOD
有志制作のMODと類似したものとして、メーカーが制作し追加データの商品として発売する「拡張パック」などと呼ばれるものがある。既存のゲームのデータを変更したり、新たな要素を付加すると言う機能的な面を比較すれば、有志制作のMODと基本的には同じ目的を持つ。但しメーカーが制作し頒布しているという点で有志制作のMODとは明確に異なり、短所の項目で述べるような動作保証外によるユーザーの自己責任という問題はない。家庭用ゲームでもお馴染みとなったダウンロードコンテンツもこれに該当する。
これらはメーカーが制作することから、グラフィックエンジンなどの基幹システムさえも本編とは違う場合もあるが、MODと同様に本編のシステムをベースに純粋にシナリオやグラフィックを拡充したものもある。例としては『ゴースト・リコン』の拡張パックである『デザートシージ』、『アイランドサンダー』、また『バトルフィールド1942』の拡張パックである『シークレット・ウェポン』、『ロード・トゥ・ローマ』。現在でこそ単体作品としても販売されているが、『ハーフライフ』の『Opposing Force』と『Blue Shift』といったものである。
公式MODには、ゲームメーカーからライセンスを受けた別の会社が制作・販売する物もある。『Quake』の公式トータルコンバージョンは1、2あわせて4つ出ているが、製作はid以外の3社である。またマイクロソフト・フライトシミュレーターシリーズでは、機体や空港のデータを改造及び追加するアドオンソフトが多数販売されている。

## MODの種類
MODには以下のようなものが多く見られるが、実際にはここの分類に単純に当てはまらないものも多い。
グラフィックの変更
3Dモデルやそれに貼り付けるテクスチャ、2Dゲームであればスプライトの画像データを変更することによって、登場するキャラクターや様々なオブジェクトの外観を変更するもの。
古典的なMODで、様々なゲームでグラフィックを変更するMODが発表されている。
キャラクターなどの追加
ゲーム内で使用するキャラクターやアイテム、マップなど、ゲームに新たなデータを付け足すもの。
元のゲームを損なうことなく行われるものは特に「アドオン(Addon)」や「プラグイン(Plugin)」とも呼ばれる。
スクリプト
ゲーム内で使えるスクリプトを組み、新たな機能を付加したもの。
トータルコンバージョン
ゲームを全体的に変更するもの。
言語
ゲーム自体が適用していない言語に対応させるもの。日本語化されていないゲームに、日本語の字幕や説明を表示させるものなどが当てはまる。
オフライン大会用コンフィグ（調節・設定）
コンフィグを持ち込む事が出来ないオフライン大会用に作られたMOD。MOD適応前ではコンソールを出して入力するか、コンフィグと呼ばれる別ファイルを用意しなければ調整できない項目を、メニュー画面上から調整できるようにして競技性（透明性）を高めるものである。『QuakeIII:Arena』の『CPMA』、『Quake4』の『Q4MAX』、『カウンターストライク1.6』の『CPLGUI』などが有名。
非公式パッチ
ゲームの不具合を有志が修正した非公式のパッチ。

## 適用例

### Minecraft
『Minecraft』では、工業MODと呼ばれる、工業要素を追加するMODや、ダンジョンを追加するMOD、グラフィックを綺麗にするにする影MOD、アイテムの作り方を調べられる、レシピ検索MOD、など様々なMODが存在している。
また、ホッパーや足場ブロックなどのように、MODの中でも高い人気を誇る要素を公式が追加することもある。
MinecraftにMODを導入するためには、ForgeやFabric、NeoforgeなどのMODローダーを導入する必要がある。

### カウンターストライク
先述の例で言えば、『カウンターストライク』はもともと『ハーフライフ』のMODであった。だが完成度と人気があまりに高かったため、メーカーから正式に後援を受け、後に単品として製品化された。

### バトルフィールド
『バトルフィールド1942』は第二次世界大戦を舞台にしたゲームだが、『Desert Combat』は湾岸戦争・イラク戦争をモチーフにするなど、時代設定が変わっている。『Forgotten Hope』では第二次世界大戦内ではあるものの、より高度なリアルさを追求している。但しリアルさを追求するあまり、1GBを超えるような大きいデータとなることもある。

### グランド・セフト・オートシリーズ
『グランド・セフト・オートシリーズ』(GTA)では、建物から服装、車に至るまで様々なMODが存在している。ゲームに登場する架空の車を実車にする、服装のテクスチャを変更する、架空の企業の看板を実際のものに変える、町並みを変えたり新たな施設を設置する、銃声やエンジン音をリアルにするなどが可能。これらMODのモデルやテクスチャを導入する方法は、海外サイトなどから「IMGツール」や「Spark IV」「OpenIV」などのデータ改造用ツールソフトを入手し、それを使用して既存のデータと置き換え又は追加し、さらにテキストファイルに記述された数値を適切に変更をするなどの作業が必要。よって改造にはそれなりの知識を要求される。
またGTAでは「スクリプト」「プラグイン」などと呼ばれる改造プログラムMODによる機能拡張も盛んである。これはゲーム本体には無い機能を改造プログラムで付加するというもの。多種多様な機能を持つものが発表されており、警察官や救急隊員の仕事をする、緊急自動車の灯火をリアルなものに変更、MOD車両の可動式エアロパーツを実車同様に動かす、速度計の表示、超能力者になるなど。それらはスクリプトMOD用のライブラリによって動作しており、その種類としてグランド・セフト・オート・サンアンドレアス世代の「CLEO Library」、グランド・セフト・オートIV世代の「Script Hook」、グランド・セフト・オートV世代の「Script Hook V」「Script Hook V .NET」「RAGE Plugin Hook」がある。スクリプトMODを動かすにはライブラリの導入、.NET FrameworkやMicrosoft Visual C++などライブラリの動作環境の導入、各スクリプトMODの動作設定、動作検証が必要であり、やはりそれなりの知識と作業が要求される。

### Operation Flashpoint: Cold War Crisis
『Operation Flashpoint: Cold War Crisis』では、ゲームフォルダ内にaddonフォルダが存在し、最初からMODを自由に導入できるようになっている。多数のMODが存在しており、本編では登場しない戦闘車両や航空機、兵士、武器弾薬、マップ、動物、緊急車両、忍者、スターゲイト、宇宙人など種類も豊富。元々ミッションエディタが標準装備なので、このエディタとMODを使うことによって様々なプレイが可能となっており、「アメリカの田舎町で、自衛隊とサムライが戦っているところに保安官がパトカーで駆けつけ、スターゲイトで飛ばされた先で忍者と戦う」なども可能である。
この自由度の高さは後継作品となる『ArmA: Armed Assault』や『ARMA 2』にも引き継がれており、やはり多数のMOD（addonファイル）が製作・頒布されている。

### フライデーナイトファンキン
『フライデーナイトファンキン』では本家に存在する楽曲よりも難しい楽曲を遊べるようになり、既にあるキャラクターのスキンを変えるなど様々なMODが存在する。
なお、一部の人気のあるMODはそのMODのキャラクターを正式に本家へと逆輸入される予定である。

## MODの入手と導入

### 入手
MODは国内外のファンサイトで配布されており、それをダウンロードして入手するのが一般的な方法となっている。有料で販売されているMOD/Addonは合法的なものであればソフトメーカーのライセンスを得て販売されているものであり、第三者が制作したものであっても概要で述べた公式MODに該当する。

### 導入
導入方法はゲームによって全く異なる。適用例にもあるが、ゲームのメニューから指示に従い追加するものや何らかのツールソフトを使ってデータを書き換えたり付け足すものもあれば、所定のMOD/Addonフォルダにファイルを置くだけで導入できるものもあり、導入方法が一律に決まっているわけではない。またMOD導入の必要条件もあり、特定のバージョンの公式パッチを必要とするもの、そのゲームで使う他のMODを必要とするもの、.NET Frameworkなど外部のプログラムを必要とするもの、メーカー製拡張パックを全部購入していないと当てられないものなどがあるが、これらはゲームやMODによって様々であり一概には言えない。
いずれの場合もゲーム本体及びMOD毎の説明書を読み、適切に実行する必要がある。現在頒布されているMODは海外で作られたものが多く、それらの説明はたいてい英語で書かれている。人気MODであればファンの『まとめサイト』などで、日本語FAQが作られていることも多い。

### Steamワークショップ
ゲーム販売サイトのSteamにはワークショップという機能がある。これはMODの配布と適用・解除を一体化したもの。ワークショップが利用できるのはSteamで販売されているゲーム且つ対応のものに限られるが、これまでと比べてMOD配布～導入までの手間がかなり簡易になっている。またMODがアップデートされると自動的に更新される機能も追加されており、一般的なMODと比べ導入後の手間が簡略化されている。
利用の仕方は次の通り。各ゲームのワークショップのページから好みのMODをサブスクライブ（Subscribe、申し込みの意味）すると、そのMODがダウンロードされてPCのSteamフォルダ内の"Workshop"フォルダに格納される。その後はどのような作業が必要かはゲームによって異なり、ダウンロード完了を持って直ちにMODが使えるゲームもあれば、ゲーム起動後にメニューから有効化しなければならないものもある。

## MODの長所と短所
有志が制作して配布するMODはユーザー側・販売側双方にとって長所と短所がある。

### 長所
ユーザー側から見た場合の長所は、自分好みにゲームをカスタマイズすることで、そのゲームを長期間に渡って多様に遊べることである。例えば『ARMA 2』用のマルチプレイMODである『Dayz』は、ゾンビが徘徊する島で生き抜くというサバイバルをテーマにしている。『ARMA 2』自体は軍事シミュレーションFPSであるから、これは全く異なった遊び方をすることになる。この違った遊び方を『ARMA 2』という一本のゲームソフトが担うことは、『ARMA 2』というソフトを多様に長く遊ぶことに繋がる。
メーカー側から見た長所は、ユーザーに自由な拡張を許すことで飽きさせず長期間人気を持続させることができ、販売のプラス要素になり得ること。先述の『Dayz』を例にとると、そのアカウント登録件数が100万件を超えており、『Dayz』を遊ぶために『ARMA 2』を購入する人が急増。2009年に発売されたソフトであるにも関わらず、2012年に入ってから30万本〜50万本も販売数が増えた。これは評価の高いMODがあると、そのMODを遊ぶ為にソフトを買う人が出てくる、結果として有志MODが販売促進にも繋がり得るということを示す。
こういったメリットからか、メーカーは自社のゲームを動かす基幹部分（俗にエンジンと呼ばれる）をフル活用させるためにSDKと呼ばれる開発キットをリリースして、有志による開発をサポートすることがある。SDKには実際にマップを設計するためのソフトウェアからサンプルのマップやマップをモデリングするためのドキュメントまで含まれることもあり、場合によってはすべて無料で完結させることも可能な場合もある。
Mod開発環境の提供はユーザー側の利便性や販売だけでなく、ゲームの開発にも良い影響を与えうる。具体例としては、The Elder Scrollsシリーズの開発を手がけたベセスダ・ソフトワークスが、『The Elder Scrolls III: Morrowind』、『The Elder Scrolls IV: Oblivion』、『The Elder Scrolls V: Skyrim』の世界やゲームデータ、クエスト等を自由に改造できる『The Elder Scrolls Construction Set』というMod開発専用ソフトウェアを無償提供したことが挙げられる。このソフトにより、ユーザが比較的容易にThe Elder Scrollsシリーズの世界に自由に手を加えられることを実現。ドイツ人のグループが『Nehrim:_At_Fate's_Edge』を4年かけて開発したり、Jorge "Oscuro" Salgado による『Oblivion Oscuro's Overhaul』（『OOO』）といった優れた傑作を生み出すことに繋ったのだが、それだけでなくベセスダ・ソフトワークスにも影響を与えることになった。『OOO』を開発した Jorge "Oscuro" Salgadoは『Fallout: New Vegas』のデザイナーとして働いたのだが、このゲームは 『Obsidian Entertainment』 が開発し、ベセスダ・ソフトワークスが販売している。

### 短所
下手にいじれば起動不能といったことにもなりかねないのはコンピューターソフト改変の常であり、MODもその導入によって起動できない、フリーズやクラッシュしやすくなるなどの問題が生じることがある。システム改変の影響でセーブデータの互換性が無くなり、長時間プレイの成果が水泡と化すこともありうる。またソフトに通常動作外の動作をさせることから、メーカーや購入店保証が効かないのが一般的である。この為、MODの導入の可否やトラブルシューティングなどは全て自己責任で行うというのが、世界共通の前提となっている。
マルチゲームにおいて顕著な問題が、同一のMODを導入しているユーザ同士でないと対戦・通信プレイができないということである。例として、正式にはModではなくプラグインだが、鉄道模型シミュレーターの『RailSim』が挙げられる。この『RailSim』はプラグインを追加することができる、ユーザによってレイアウトデータも公開されることがある。しかし、このレイアウトデータを使用するにはそのレイアウトデータに使用されているプラグインを全て漏れなくインストールする必要がある。さもなくば『RailSim』で起動時にそのプラグインが既にインストールしてあるプラグインに切り替わるか、最悪の場合、そのレイアウトデータが開けなくなる。また、『RailSim』にもネットワーク機能がついており、このネットワーク機能を使うにもネットワーク機能を使用するレイアウトに設置されている全てのプラグインをネットワーク機能を介して参加する参加者全員が事前にインストールを済ませておく必要がある。このように、MODを使用してあるソフトウェアをネットワーク上で複数の人と共有する場合、その参加者全員が事前にそのModをインストールしておく必要がでてくる。そして、レイアウトデータもこのため、人気MODのバージョンアップ・ファイルの公開日には、サーバがパンクしてしまうほどダウンロードが集中する。このためにBitTorrent等のP2Pツールで拡散配布、という手段を取る場合も増えている。
MODの制作者とユーザーとの間でトラブルが発生する場合もある。CS:SをCS1.6に近づけようとするプロジェクト（未だにCS1.6に人が多いので、それをCS:Sに取り込む意味もあった）
であるCSProMODでは、βキーの配布が10000人以上になったら開始し、配布は3人のみというコミュニティを激怒させる事態を起こした。しかも1.5以前のシステムを組み合わせるというコンセプトから、CS:S以上にCS1.6から遠ざかるという結果になっていて、その点でもコミュニティを激怒させているなど、期待と出来の開きによって製作者側へもダメージが及ぶ可能性がある。
日本においては家庭用ゲーム機がPCゲームより広く普及した為、MODという文化に慣れ親しむ素地が薄い。その為、日本のソフトメーカーがMODを好意的に受け止めていたとしても、サポートの混乱などを懸念しMODに躊躇する傾向がある。si-phon代表取締役の谷村勝一郎によれば、シミュレーションゲーム『空母決戦』の開発にあたりMODによる拡張を考え同業者に相談したものの、MODによってサポートが混乱した経験から止めるよう促されたという。このソフトメーカー側が懸念として抱くものは、日本においてはMODの短所と言えるだろう。

## MODの開発
MOD開発用のツール（マップエディタなど）は、メーカー側が別個に提供する場合（例：『バトルフィールド2』の『オープンベータMODエディタ』）や、インストール時に同時に添付されている場合がある（例：『ゴースト・リコン』の『IGOR.exe』）。マップや武器などを編集する場合には、CADのセンスが求められる。DOOM3エンジンの場合はゲームとマップエディターが既に合体しており、コンソールからエディターを呼び出すことが可能である。これによりテストプレイ中に不具合が見つかったとしても、ショートカットキー1発でエディターを起動させて修正する事が可能になっている。The Elder Scrolls シリーズでは、シリーズのうち3作目の『The Elder Scrolls III: Morrowind』以降からは『The Elder Scrolls Construction Set』というMod開発ツールが別途提供されている。
ツールがない場合には、ユーザーが素材を加工することとなる。具体的には、グラフィックツールでテクスチャ（ポリゴンに貼り付けるパターン）を加工したり、音声ファイルを用意したり、説明文や武器名などのテキストを書き換えたり、といった作業となる。
元のゲーム用ファイルを上書きしてしまわないように、別フォルダに格納され、MOD適用時にはそちらが使われる仕組みが取られているものもある。たとえば『QuakeIII』や『Quake4』はオリジナルのデータ（Q3base/Q4base）と同じ階層にMODフォルダを生成すると、それが自動的に認識され、メニューに登場する。Source系MODは専用のSourceModというフォルダが用意され、MODのファイルはそちらへ格納されるが、本編のデータが必要な時は本編のフォルダを自動的に読みに行くようになっている。他にもUnrealエンジンのMODは.umodと呼ばれるインストーラで、Valve公認MODはSteam経由でDLすると自動でインストールされ、Steamのゲームランチャーから起動出来る様になるなど、メーカー側の配慮でコマンドラインを使わずに適用&起動が出来るようになっているMODも多い。
だが近年は、特に大作ゲームにおいてグラフィックの表現力が著しく向上しており、個人レベルのMOD制作チームの開発力では追随が困難になってきている。よってトータルコンバージョンのような大掛かりなものは殆ど無くなってしまった。完成までこぎつける数少ないものも、制作期間が極めて長期に渡るのが常である。

## 家庭用ゲーム機のMOD
これまでの家庭用ゲーム機（PlayStation 2など）では拡張するプログラムを入れる部分が無いため、そもそもMODが当てられなかった。ハッキングツールを用いてHDDにデータを格納した上で、リバースエンジニアリングによって改変するという手段もあるにはあるが、インストーラや開発環境なども含めてPC版より遥かに困難である。昨今は家庭用ゲーム機にもHDDが搭載されるようになっており、PS3版のUT3ではPC上で作られたMODをユーザーが自由に適用出来るなど、環境も徐々に整備されつつある。ただ適用例で示したゲームもPS3版やXbox 360版ではMODの導入ができないなど、PCゲームと比べてMODの利用が困難なのは今でも変らない。
一方で公式MODの項目で述べた通り、ダウンロードコンテンツとして公式のMod/Addonデータが多数販売されるようになり、現在ではメーカーのビジネスモデルの一つとして確立されている。
これらとは別に、家庭用ゲーム機に対しては以下のような改造方法がある。

### ハードウェアMOD
通称MODチップ（モッドチップ、MOD Chip）は、本来できないことをハードウェアレベルで実現するための苦肉の策である。主に流通していたチップは、CD-Rから起動できないようにされている家庭用ゲーム機にワンチップマイコンを付け、あたかも純正のCD-ROMがセットされたように見せかけて、CD-Rでも起動できるようにするというものである。はんだ付け作業を伴うので、普通のユーザーには手が出しにくいものであった（セガサターンの場合は、ドライブと本体のケーブルの間に噛ますタイプであった）。
これは、著作権法的にグレーゾーンに踏み込んだものであったが、1999年10月改正の不正競争防止法と著作権法により、法律的に販売・配布することが禁止された。ただし、製造と個人製作までは禁止されていない。しかし、最近のコピーガード無効化MOD Chipは、自作ソフトは動かせるようになるが、違法コピーソフトは動かせないように書かれたファームウェアを使用することで、合法的に販売されているケースがある（しかし、購入したユーザーが、自分で違法コピーソフトを動かせるファームウェアに書き換えるのが暗黙の了解となっている）。詳しくはコピーガードの項を参照。
コピーガードキャンセル以外には、ハードのリージョンコードを切り替えるチップ等が存在する。

### ソフトウェアMOD
物理的な改造を施していないWiiでコピーゲームを起動するために、カスタムIOSとBackup LoaderやGeckoなどといったアプリケーションローダが用いられた。代表的なものに、マリオカートWiiの、『CTGP Revolution』などが挙げられる。これらは、MODのような働きをすることから、「ハードウェアMOD」に対して「ソフトウェアMOD」と呼ばれる。これらは、Wiiに本来備わっている各種著作権保護システム（コピーガード）やソフトウェア実行規制システム（正規のソフトしか実行できない）などを無効化したり、あたかも正規品のディスクが挿入されたように見せかけるというものである。また、Wiiのドライブの読み込み規制を解除する「DVDX」と呼ばれるソフトウェアMODも存在する。
ハードウェアMODと同じく、本体のリージョンコードを変更したり、リージョンフリーにしたりするものも存在する。ハードウェアに直接取り付けるタイプのMODよりは導入が非常に簡単だが、ソフトウェアやファームウェアを改変するため、ブリックなどのリスクが付きまとう。
ニンテンドー ゲームキューブにおいても無改造キューブでHomebrewやコピーソフトを起動できるローダがかつて発売されており、PSOを利用したHomebrew実行環境で吸い出されたディスクイメージをPSO側に転送して実行させるという荒技まで登場した。
また、エミュレータの原理上、最新世代ゲーム機のタイトルでは困難だが、要求されるハードウェア処理能力の低い旧世代作品では、ゲームデータ（ROMイメージ）をパソコン上に吸い出して動作させるゲームエミュレータを利用すればModの製作や導入も格段に容易になり、実際に多種のModが頒布されているタイトルもある。しかしROMイメージの利用そのものに著作権法違反のリスクが強くある点で扱いが難しい。